# Биофизика
Биофи́зика (от др.-греч. βίος — жизнь, др.-греч. φύσις — природа):
- раздел биологии, изучающий физические аспекты существования природы на всех её уровнях, начиная от молекул и клеток и заканчивая биосферой в целом;
- раздел современной математической физики, изучающий биологические объекты как разновидность сложных нелинейных физических систем;
- наука о физических процессах, протекающих в биологических системах разного уровня организации, и о влиянии на биологические объекты различных физических факторов. Биофизика призвана выявлять связи между физическими механизмами, лежащими в основе организации живых объектов, и биологическими особенностями их жизнедеятельности.

Обобщённо можно сказать, что биофизика изучает особенности действия физических законов на биологическом уровне организации вещества и энергии.
«Важнейшее содержание биофизики составляют: нахождение общих принципов биологически значимых взаимодействий на молекулярном уровне, раскрытие их природы в соответствии с законами современной физики, химии с использованием новейших достижений математики и разработка на основе этого исходных обобщённых понятий, адекватных описываемым биологическим явлениям».
По номенклатуре ЮНЕСКО биофизика является разделом биологии и имеет код 2406.

## Разделы биофизики
Согласно номенклатуре ЮНЕСКО, в биофизике выделяются разделы:
- 2406.01 Биоакустика (коммуникация и локация в воздушных и водной средах)
- 2406.02 Биоэлектричество (мембранный потенциал, информационные и интегральные процессы, ЦНС и ВНС)
- 2406.03 Биоэнергетика (энергообеспечение и теплопродукция)
- 2406.04 Биомеханика
- 2406.05 Биооптика (биолюминесценция, зрение и обработка информации)
- 2406.06 Медицинская физика (методы диагностики, физиотерапии и патогенез)
- 2406. Биофизика сложных систем (системогенез, первичный синергогенез, эволюция, индивидуальное развитие, уровни организации биосистем)
- 2406. Биофизика сенсорных систем (психофизика)
- 2406. Биофизика среды обитания (экологическая, космофизика)
- 2406. Биофизика периодических процессов (биоритмология)
- 2406. Биофизика развития и эволюции
- 2406. Биофизика метаболизма (массоперенос, терморегуляция, гемодинамика)
- 2406.99 Прочие

Приведённая выше классификация основана на принципе структурной организации объектов и предназначена для максимально удобства изложения новых разработок, одновременно демонстрируя проблемы авангардных направлений и затруднения в формировании и развитии значимых тем и направлений. Для изучения общего курса биофизики традиционной школы более приемлема следующая классификация. Но время показало ограничивающий характер старой школы, которая в лучшем случае упоминает основу самой науки — биофизику сложных систем. В силу этого огромная армия высокообразованных узкопрофильных специалистов обходят базовые понятия жизни и жизнедеятельности, системогенеза, высших функций сложных организмов. Это ограничило развитие этих направлений и подготовку специалистов в проблемных научных направлениях.
- Биофизика сложных систем:
  - понятийный аппарат, объекты и их уровни организации в БСС
  - системогенез и его виды в репродукции организмов — синергогенез, соматогенез, морфогенез
  - иерархия и классификация в БСС
  - системообразующие факторы и механизмы в формировании системных коммуникаций и объектов систем
  - методология системологии и её репродуктивная творческая роль в БСС и эффективность применения в других научно-практических областях.
- Биофизика коммуникаций и сенсорная биофизика:
  - сенсорные системы и их механизмы трансляции сигналов;
  - психофизика каналов информационных преобразований
  - психофизика интегральных процессов восприятия и полимодальная биофизика
  - экспертные методы исследования и биодетекция культурами и препаратами
  - модальности прямого и приборного (преобразованного, трансформированного, усиленного, изменённого стимула) изучения и измерений в науке и практике.
- Теоретическая биофизика:
  - математическая биофизика, математическое и информационное моделирование структур и функций объектов биофизики;
  - методы теорфизики в биофизике:
    - кинетика биологических процессов;
    - термодинамика биологических процессов: преобразования энергии в живых структурах;
- Молекулярная биофизика:
  - физические и структурные основы организации и функционирования биополимеров
    - надмолекулярные и субмолекулярные систем;
    - методы изучения и модельного (символьного и /или графического) отражения и прогнозирования молекулярных структур

  - Квантовая биофизика;
- Биофизика клетки и клеточных процессов:
  - биофизика мембранных процессов:
    - свойства и структура биологических мембран и их частей;
    - механизмы транспорта через биомембраны;
- Биофизика метаболизма
  - Биофизика фотобиологических процессов:
  - основы фотосинтеза, структуры и функции (механизмы) фотосинтеза;
    - воздействия внешних источников света на живые системы и адаптация к соляризации;

  - радиационная биофизика — влияния ионизирующего излучения на организм;
  - массоперенос, теплорегуляция и системные реакции в метаболических процессах организма.
- Прикладная биофизика:
  - биоинформатика: хотя не является собственным разделом биофизики, но очень тесно связана с ней;
  - биометрия;
  - биомеханика: функции и структура опорно-двигательного аппарата и физические движения биологических систем;
  - биофизика эволюционных процессов и индивидуального развития в биомедицине;
  - медицинская (патологическая) биофизика:
    - патогенез и методы компенсаторного и реконструктивного восстановления;
    - физические методы исследования и воздействия и их эффективность (разрешение, влияние, последействие применения);

  - оптимизация биофизических условий сред продуктивности и качества процессов в биотехнологиях.
- Биофизика среды обитания:
  - техногенные и природные факторы среды обитания;
  - многофакторные среды обитания мигрантов и биотехнологий (жилища и территории, курортолечение, транспорт, акванавтика, космонавтика, биотроны и др.);
  - космическая погода и астрофизическое влияние ближнего (гео и гелио факторы) и дальнего (глубинного) космоса;
  - биоритмология и внешние факторы синхро и десинхронизации биоритмов;
  - системные и локальные мероприятия профилактики негативных влияний среды обитания (биомедицина).

## История исследований
Можно сказать, что у истоков биофизики как науки стояла работа Эрвина Шрёдингера «Что такое жизнь с точки зрения физики» (1945), где рассматривалось несколько важнейших проблем, таких как термодинамические основы жизни, общие структурные особенности живых организмов, соответствие биологических явлений законам квантовой механики и др.
Уже на начальных этапах своего развития биофизика была тесно связана с идеями и методами физики, химии, физической химии и математики и использовала в исследовании биологических объектов точные экспериментальные методы (спектральные, изотопные, дифракционные, радиоспектроскопические). Основной итог этого периода развития биофизики — это экспериментальные доказательства приложимости основных законов физики к биологическим объектам.

### СССР
Первый Институт физики и биофизики в Москве был создан в 1927 году. Но просуществовал он недолго: в 1931 году его руководитель, академик Лазарев П. П., был арестован и Институт закрыли.

### Современные направления исследований
В настоящее время интенсивно развиваются биофизика сложных систем и молекулярная биофизика.
Современные области исследований биофизики: влияние космогеофизических факторов на течение физических и биохимических реакций, фотобиологические процессы, математическое моделирование, физика белковых и мембранных структур, нанобиология и др.

### Крупные исследователи в биофизике
- Луиджи Гальвани: открыл биоэлектричество.
- Герман Гельмгольц: первый замерил скорость нервных импульсов.
- Александр Леонидович Чижевский — советский биофизик, основоположник гелиобиологии, аэроионификации, электрогемодинамики, философ. Впервые научно доказал влияние космической погоды на биосферу.
- Пётр Петрович Лазарев — российский и советский биофизик. Создал физико-химическую теорию возбуждения (ионная теория возбуждения), вывел единый закон раздражения, исследовал процесс физиологической адаптации органов чувств (преимущественно зрения, а также слуха, вкуса и обоняния) к действующим на них раздражителям, вывел единый закон раздражения, разрабатывал проблему приложимости законов термодинамики к биологическим процессам.
- Ирвинг Ленгмюр: разработал концепцию одномолекулярного органического покрытия. Лауреат Нобелевской премии по химии 1932 года.
- Дьёрдь фон Бекеши: исследователь человеческого уха. Лауреат Нобелевской премии по физиологии и медицине 1961 года.
- Макс Перуц и Джон Кендрю: исследователи строения белков с помощью рентгеноструктурного анализа. Лауреаты Нобелевской премии по химии 1962 года.
- Морис Уилкинс: открыл трёхмерную молекулярную структуру ДНК. Лауреат Нобелевской премии по физиологии и медицине 1962 года.
- Герд Бинниг, Эрнст Руска, Генрих Рорер: разработали сканирующий туннельный и сканирующий атомно-силовой микроскопы. Лауреаты Нобелевской премии по физике за 1986 год.
- Бернард Кац: исследовал роль норадреналина в синаптической передаче. Лауреат Нобелевской премии по физиологии и медицине 1970 года.
- Питер Митчелл: Автор хемиосмотической теории окислительного фосфорилирования. Лауреат Нобелевской премии по химии 1978 года.
- Эрвин Неэр и Берт Закман: разработали метод локальной фиксации потенциала. Лауреаты Нобелевской премии по физиологии и медицине 1991 года.
- Питер Агре — лауреат Нобелевской премии по химии 2003 года за открытие и исследование аквапорина. Премия была разделена с Родериком Маккиноном — американским биохимиком и кристаллографом, который в 1998 году с коллегами смог получить трёхмерную молекулярную структуру бактериального калиевого канала и раскрыть природу его селективности.

## Области применения
Биологические объекты, как правило, очень сложны и на протекающие в них процессы влияют многие факторы, которые часто зависят друг от друга. Физика позволяет создать упрощенные модели объекта, которые описываются законами термодинамики, электродинамики, квантовой и классической механики. С помощью корреляции физических данных с биологическими можно получить более глубокое понимание процессов в исследуемом биологическом объекте.
В физике имеется множество методов, которые в своей первоначальной форме не могут быть использованы для исследований биологических объектов. Поэтому ещё одной задачей биофизики является приспособление этих методов и методик для решения задач биологии. Сегодня для получения информации в биологических системах применяют различные оптические методы, рентгеноструктурный анализ с использованием синхротронного излучения, ЯМР- и ЭПР-спектроскопию, 7-резонансную спектроскопию, различные электрометрические методы, микроэлектродную технику, методы хемилюминесценции, лазерную спектроскопию, метод меченых атомов и др. Это используется, в частности, для медицинской диагностики и терапии.
Также разрабатываются специальные методики с использованием эффектов при восприятии некоторых воздействий на биологическую форму материи.